# Duncan, South Carolina
Duncan är en ort i Spartanburg County i delstaten South Carolina, USA.